# Yori Bertin
Pour les articles homonymes, voir Bertin.
Yori Bertin, née Catherine Chassin-Briault le 28 décembre 1940 à Bidart, est une comédienne française.

## Biographie
Yori Bertin est issue d'un milieu d'artistes : artiste peintre décorateur, son grand-père Émile Bertin a créé et exécuté les décors de nombreuses pièces, notamment à l'Opéra de Paris et à la Comédie-Française. Il a été chargé de la rénovation du rideau de scène de l'Opéra de Paris dans les années cinquante. Architecte d'intérieur, sa mère France Bertin, écrivait également des articles dans des revues de décoration. Jean Bertin, son oncle, était également artiste peintre décorateur.
De 1952 à 1956, Yori Bertin a été petit rat de l'Opéra.

### Carrière d'actrice
Yori Bertin quitte le milieu de la danse en 1956 pour s'orienter vers l'art dramatique. C'est au cours Charles Dullin, alors affilié au Théâtre national populaire dont Jean Vilar était le directeur, qu'elle reçoit sa formation de comédienne.
En 1957, sa première apparition cinématographique se fait dans le film de Jacques Becker Montparnasse 19, où elle apparaît dans deux petites scènes avec Gérard Philipe, alors un de ses professeurs au cours Dullin.
La même année, elle est choisie par Louis Malle pour incarner le rôle de la petite fleuriste, Véronique, dans Ascenseur pour l'échafaud qui réunit Jeanne Moreau et Maurice Ronet dans les rôles principaux.
Elle joue dans une pièce de José-André Lacour, mise en scène par Yves Robert, et intitulée L'année du Bac. La distribution comprend de jeunes acteurs tels que Sami Frey, Jacques Perrin et Roger Dumas.
Dès 1960, elle se dirige vers la télévision, où elle apparaît dans de nombreux téléfilms sans délaisser le cinéma : Un grand seigneur de Georges Lautner et Gilles Grangier.

### Vie privée
En 1959, elle donne naissance à son premier enfant, une fille prénommée Ève 
Mariée à : 
- De 1962 à 1964 : Sir Valentine Robert Duff Abdy, collectionneur d'art anglais
- En 1967, elle épouse l'acteur Jean Lefebvre, dont elle a un fils prénommé Pascal. Un divorce est prononcé en 1971, suivi d'un remariage en 1973. Ce second mariage avec Jean Lefebvre est dissous en 1975.
- De 1980 à 1984 : Georges Starckmann
- En 1972, elle abandonne le métier d'actrice, déménage aux États-Unis en 1982, et épouse en 1988, son mari actuel, un citoyen américain[2].

Après avoir repris des études d'architecture intérieure et de peintre muraliste, elle a exercé pendant quelques années, et s'est finalement orientée vers la peinture sur toile. Elle a vécu à Nashville dans le Tennessee, et demeure maintenant à St. Petersburg en Floride,,.

## Filmographie

### Cinéma
- 1957 : Montparnasse 19 de Jacques Becker
- 1957 : Ascenseur pour l'échafaud de Louis Malle
- 1958 : Chronique provinciale (court-métrage) de Jean-Paul Rappeneau
- 1965 : Le Faux Pas d'Antoine d'Ormesson
- 1965 : Les Bons Vivants de Gilles Grangier
- 1966 : À nous deux Paris ! de Jean-Jacques Vierne
- 1966 : La Religieuse de Jacques Rivette

### Télévision
- 1961 : Plainte contre inconnu de Marcel Cravenne
- 1962 : Un miracle ou deux de François Gir
- 1962 : Rue du Havre de Jean-Jacques Vierne
- 1962 : La Dame aux Camélias de François Gir
- 1963 : Skaal de Maurice Château
- 1964 : L'Éventail de Lady Windermere de François Gir
- 1964 : Alerte à Orly de Jacques Villa
- 1966 : Comment ne pas épouser un milliardaire de Roger Iglésis : Aline Barlett
- 1966 : Mariage à la mode de Jean-Paul Roux : Isabelle
- 1967 : Les Cinq Dernières Minutes : La Mort masquée de Guy Lessertisseur
- 1968 : Thibaud ou les Croisades de Henri Colpi
- 1972 : Joyeux Chagrins de François Gir
- 1972 : La Gageure imprévue de François Gir

## Théâtre
- 1958 : L’Année du bac de José-André Lacour, mise en scène Yves Robert, Théâtre Edouard VII
- 1963 : Les Six Hommes en question de Frédéric Dard, mise en scène Robert Hossein, Théâtre Antoine